# مایولی وو
مایولی وو (انگلیسی: Myolie Wu؛ زادهٔ ۶ نوامبر ۱۹۷۹) بازیگر و خواننده اهل هنگ کنگ است.
از فیلم‌ها یا مجموعه‌های تلویزیونی که وی در آن‌ها نقش داشته‌است، می‌توان به تأسیس یک حزب اشاره نمود.